# Welcome the Night

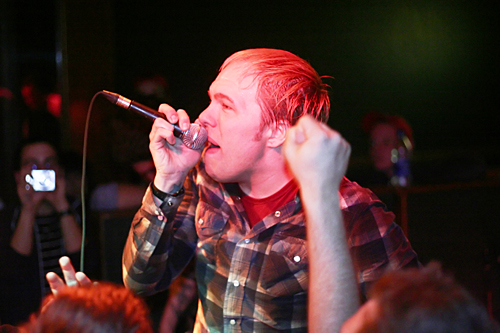
Sänger Kris Roe en Jahr 2007.

Welcome The Night es el sexto álbum de estudio de The Ataris y la continuación (retrasada por mucho tiempo) de So Long, Astoria; anterior trabajo de la banda. Al principio estaba pensado su lanzamiento para 2005 pero la fecha fue retrasada hasta 2006, según se informa, debido a la discográfica Columbia, quienes no estaban completamente conformes con la dirección del álbum. Los rumores sugieren que le pidieron al cantante y compositor Kris Roe escribir algunas canciones comerciales más para no decepcionar a los fanes; así 2 pistas del original tracklisting fueron quitadas y substituidas con 3 nuevas canciones. El tracklisting también fue cambiado de sitio. Los informes también han indicado que esta grabación no fue aceptada para ser un disco de The Ataris, pero si para una nueva banda con un nuevo nombre; sin embargo, su sello discográfico los convenció de lanzarlo bajo el nombre de The Ataris.
En la grabación del nuevo álbum, The Ataris declaró que ellos quisieron hacer uno más emocional con momentos más musicales, similares a My Bloody Valentine, Death Cab for Cutie o The Album Leaf.
En abril de 2006, una versión sin masterizar del álbum fue filtrada en muchos P2P y programas similares. Tempranos informes han sido divididos, con una mayoría de admiradores que dicen que el sonido ha cambiado demasiado para ellos. Sin embargo, un número de admiradores también han expresado su gusto por Welcome The Night, diciendo que The Ataris ha crecido en sus gustos musicales.
Según Roe, el álbum debía ser un escape musical para conducir durante una mañana lluviosa en el Medio oeste. Aquellos preocupados por el nuevo sonido de The Ataris todavía apreciarán el nuevo álbum, con algunos momentos pesados sobre unas canciones, aunque no tantos como su último registro. Las canciones "The Cheyenne Line", "Secret Handshakes" o "Whatever Lies Will Help You Rest" son la mayor parte de sonido "Ataris" que suenan sobre el registro. La pista que da título al álbum hasta suena algo a The Killers, mientras "The First Elegy" podría ser Archers of Loaf.
Welcome The Night podría ser considerado un álbum de concepto como está basado alrededor de un sueño que se repite que Roe ha tenido desde su niñez, así como los sentimientos de pérdida y rescate. La canción "Secret Handshakes" trae detalles sobre la participación del ex-suegro de Roe con los Francmasones, "From The Last, Last Call" se refiere la sobredosis de Roe en Berlín, Alemania mientras tomaba la droga PCP, y "Act Five, Scene Four; And So It Ends Like It Began" hace referencias a Romeo de Shakespeare y Julieta en el título y más sutilmente en la lírica real de la canción - Romeo y Julieta terminan en el Acto Cinco, la Escena Tres: un camposanto; en ello una tumba que pertenece al Capulets. "New Year's Day" se refiere a una relación resistente que Roe estuvo implicada en 2005 después de su divorcio con Denice.
Las letras son más espirituales e introspectivas que cualquier trabajo anterior de Ataris y es difícil de relacionar cualquier canción con cualquiera de su trabajo anterior. Parece que Roe examinó una Epifanía religiosa durante la escritura de este registro.
Fue anunciado el 10 de junio de 2006 que Welcome The Night no sería lanzado bajo el sello Columbia y que el álbum será retrasado más, pero no se comercializó hasta 2007 vía Sanctuary Records. El primer sencillo de promoción, "Not Capable Of Love" (que no aparece en la grabación sin masterizar) fue lanzado al principio de noviembre de 2006 bajo Isola Recordings. En su primera semana, se colocó en el número 85 del Billboard 200, vendiendo 10 000 copias.

## Canciones
Todas las canciones están compuestas por Kris Roe

Todas las canciones escritas y compuestas por Kris Roe. 
| Welcome the Night |                                                  |          |  |
| N.º               | Título                                           | Duración |  |
| 1.                | «Not Capable Of Love»                            | 3:29     |  |
| 2.                | «Cardiff-By-The-Sea»                             | 4:12     |  |
| 3.                | «New Year's Day»                                 | 3:13     |  |
| 4.                | «Secret Handshakes»                              | 3:42     |  |
| 5.                | «The Cheyenne Line»                              | 3:11     |  |
| 6.                | «And We All Become Like Smoke»                   | 3:59     |  |
| 7.                | «Connections Are More Dangerous Than Lies»       | 2:59     |  |
| 8.                | «Whatever Lies Will Help You Rest»               | 3:32     |  |
| 9.                | «From The Last, Last Call»                       | 4:09     |  |
| 10.               | «When All Else Fails It Fails»                   | 3:34     |  |
| 11.               | «A Soundtrack For This Rainy Morning»            | 4:47     |  |
| 12.               | «Begin Again From The Beginning»                 | 5:39     |  |
| 13.               | «Act V, Scene IV: And So It Ends Like It Begins» | 5:56     |  |

## Cara B
| B-Sides |                                 |          |  |
| N.º     | Título                          | Duración |  |
| 1.      | «Sonnet for the Early Departed» |          |  |
| 2.      | «The Driftwood Sinn»            | 3:48     |  |
| 3.      | «A Second Dictum»               |          |  |
| 4.      | «The First Elegy»               |          |  |
| 5.      | «The Ghost of Last December»    | 3:13     |  |
| 6.      | «Welcome the Night»             | 3:27     |  |
| 7.      | «Oh Kansas City»                | 2:50     |  |